# Крестовник весенний
Кресто́вник весе́нний (лат. Senécio vernális) — обыкновенно двулетнее травянистое растение, вид рода Крестовник (Senecio) семейства Сложноцветные (Asteraceae).

## Ботаническое описание

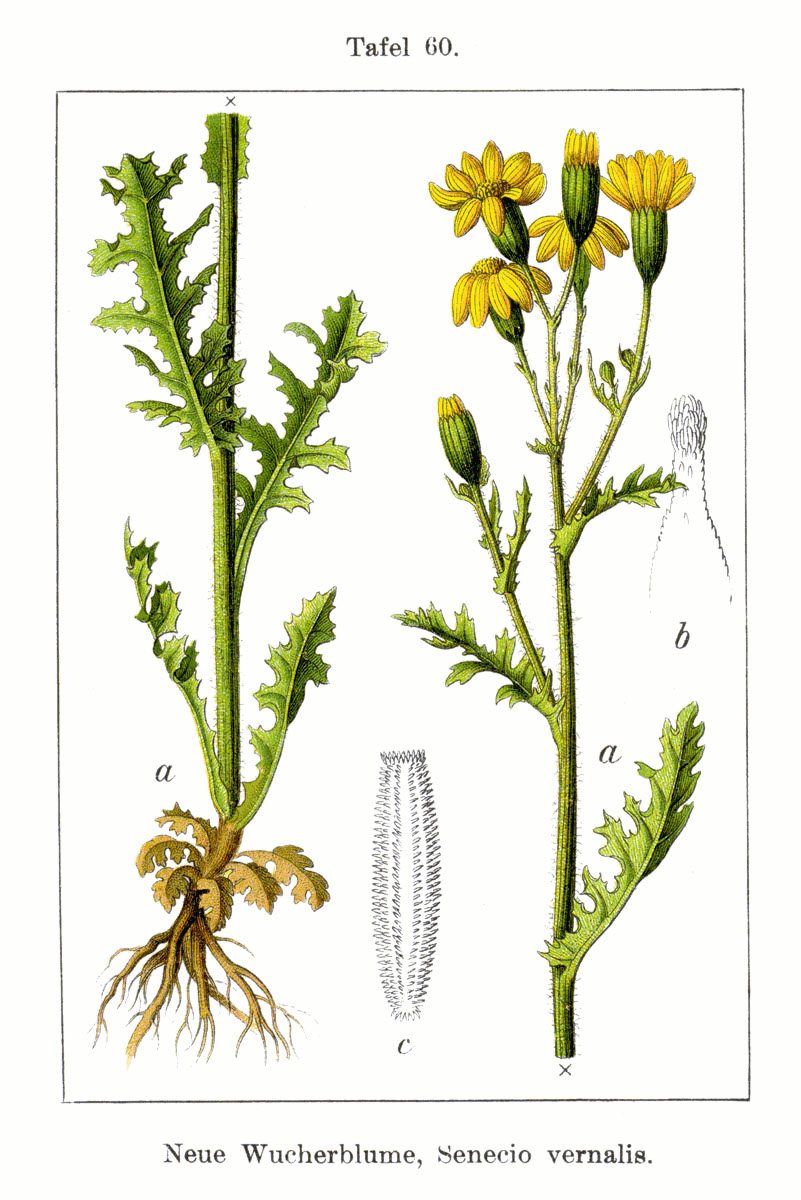

Двулетнее, реже однолетнее растение с одиночным или несколькими прямостоячими стеблями в числе 2-4(6), несколько разветвлёнными обычно только в верхней части, высотой 15—50 см, в молодом возрасте паутинисто опушёнными, позднее почти голыми. 
Листья очерёдно расположенные вдоль стеблей, в очертании продолговатые до широколинейных, прикорневые и нижние стеблевые — черешчатые, перистонадрезанные с зубчатыми лопастями, к цветению отмирающие, средние и верхние листья сидячие, в основании со стеблеобъемлющими ушками, с острозубчатыми лопастями, 2—8 см длиной и до 2,5 см шириной.
Корзинки собраны в верхушечное щитковидное общее соцветие на конце стебля и ветвей, с ложноязычковыми и трубчатыми цветками. Обёртка около 7 мм длиной, внутренние её листочки линейные, острые, на конце с чёрным пятном, внешние — в несколько раз короче внутренних, также с чёрным пятном. Краевые цветки пестичные, в числе 12—16, язычки их жёлтые до почти белых, узкопродолговатые, в 1,5—2 раза длиннее обёртки.
Семянки 2—3 мм длиной, цилиндрические, с хохолком.

## Распространение и экология
Европейско-западноазиатское и североафриканское растение, встречающееся по песчаным лугам, склонам, часто как сорное вдоль дорог и по краям полей.
В России распространен по всей европейской части, во всех районах Кавказа.

## Классификация

### Таксономия[1]
Senecio vernalis Waldst. & Kit., Descr. Icon. Pl. Hung. 1: 23, t. 24 (1799-1802)
Вид Крестовник весенний относится к роду Крестовник семейства Астровые (Asteraceae) порядка Астроцветные (Asterales). Кладограмма в соответствии с Системой APG IV по состоянию на июнь 2023 года:
|  |                                      |  |                                   |                                   |                    |  | ещё 10 семейств | ещё 10 семейств |                     |  |                         |  | еще 1 543 подтвержденных вида и 860 видов, ожидающих подтверждения | еще 1 543 подтвержденных вида и 860 видов, ожидающих подтверждения |  |
|  |                                      |  |                                   |                                   |                    |  | ещё 10 семейств | ещё 10 семейств |                     |  |                         |  | еще 1 543 подтвержденных вида и 860 видов, ожидающих подтверждения | еще 1 543 подтвержденных вида и 860 видов, ожидающих подтверждения |  |
|  |                                      |  |                                   | порядок Зонтикоцветные            |                    |  |                 |                 | род Крестовник      |  |                         |  |                                                                    |                                                                    |  |
|  |                                      |  |                                   | порядок Зонтикоцветные            |                    |  |                 |                 | род Крестовник      |  | 4 внутривидовых таксона |  |                                                                    |                                                                    |  |
|  | отдел Цветковые, или Покрытосеменные |  |                                   |                                   | семейство Астровые |  |                 |                 | Крестовник весенний |  |                         |  |                                                                    |                                                                    |  |
|  | отдел Цветковые, или Покрытосеменные |  |                                   |                                   |                    |  |                 |                 |                     |  |                         |  |                                                                    |                                                                    |  |
|  |                                      |  | ещё 63 порядка цветковых растений | ещё 63 порядка цветковых растений |                    |  |                 | ещё 1787 родов  | ещё 1787 родов      |  |                         |  |                                                                    |                                                                    |  |
|  |                                      |  |                                   | ещё 63 порядка цветковых растений |                    |  |                 |                 | ещё 1787 родов      |  |                         |  |                                                                    |                                                                    |  |

### Внутривидовые таксоны
- Senecio squalidus subsp. calabricus  (Fiori) Peruzzi & Bernardo
- Senecio squalidus subsp. squalidus  L.
- Senecio squalidus var. laciniatus  (Vis.) P.D.Sell
- Senecio squalidus var. pinnatifidus  (Evers ex Hegi) P.D.Sell

### Синонимы
- Jacobaea incana  Gilib.
- Jacobaea sinuata  Gilib.
- Jacobaea squalida  C.A.Mey.
- Jacobaea verna  Raf.
- Jacobaea vernalis  C.A.Mey.
- Senecio crassifolius  Sm.
- Senecio euxinus  Minderova
- Senecio leucanthemifolius subsp. vernalis  (Waldst. & Kit.) Greuter
- Senecio leucanthemifolius var. vernalis  (Waldst. & Kit.) C.Alexander
- Senecio nebrodensis  Gilib. ex Georgi
- Senecio peduncularis  Griseb.
- Senecio polycephalus  Ledeb.
- Senecio pseudovernalis  Zabel ex Nyman
- Senecio rapistroides  DC.
- Senecio sinuatus  Gilib.
- Senecio squalidus  M.Bieb.
- Senecio syrmiensis  Kit. ex Nyman
- Senecio vernalis subsp. vernalis
- Senecio vernus  d'Urv.